# Evans (azienda)
La Evans è un'azienda statunitense specializzata nella costruzione di pelli sintetiche per strumenti a percussione e batterie.

## Storia
L'azienda fu fondata da Chick Evans, che fu il primo ad usare il poliestere per creare le pelli.
La Evans inventò la pelle sintetica nel 1956.
Successivamente la Evans fu acquistata da Bob Beals nel 1995, dalla D'Addario & Company che spostò la sede da Dodge City a Farmingdale nei pressi di New York.

## I prodotti
Da pelli per marching band fino alle pelli per batterie di ogni tipo, non tralasciando le percussioni, la Evans è una delle aziende più famose e ricche nel mondo.
In Italia i prodotti Evans sono importati dalla BODE srl di Milano.

## Endorser
Tra gli artisti endorser ricordiamo: 
- Bill Bruford
- Marco Minnemann
- Danny Carey
- Peter Erskine
- Pat Mastelotto
- Antonio Sánchez

tra gli italiani:
- Ellade Bandini
- Walter Calloni
- Furio Chirico
- Giampaolo Conchedda
- Tullio De Piscopo
- Franz Di Cioccio
- Maurizio Dei Lazzaretti
- Agostino Marangolo
- Christian Meyer
- Lele Melotti
- Federico Paulovich
- Sergio Pescara
- Massimo Serra
- Marcello Surace
- Ninni Simonelli e molti altri.